# لاک اسپرینگز (میسوری)
لاک اسپرینگز (به انگلیسی: Lock Springs) یک روستا (ایالات متحده آمریکا) در ایالات متحده آمریکا است که در شهرستان دیویس، میزوری واقع شده‌است.
 لاک اسپرینگز ۰٫۳۲ کیلومتر مربع مساحت و ۵۷ نفر جمعیت دارد و ۲۲۰ متر بالاتر از سطح دریا واقع شده‌است.